# Wang Xi
Wang Xi (Chinees: 奚望) (Shanghai, 1978) is een Chinese componiste, muziekpedagoog, dirigent en pianiste.

## Levensloop
Wang kreeg op vijfjarige leeftijd haar eerste pianolessen. Zij studeerde aan het Muziekconservatorium van Shanghai (Chinees: 上海音乐学院) te Shanghai en behaalde aldaar haar Bachelor of Music in compositie. Vervolgens studeerde zij met een studiebeurs aan de Universiteit van Missouri-Kansas City (UMKC) in Kansas City (Missouri) bij onder andere Chen Yi, Zhou Long, James Mobberly en Paul Rudy. In 2001 behaalde zij haar Master of Music in compositie. Zij voltooide haar muziekstudies aan de Cornell University in Ithaca (New York) bij Steven Stucky en Roberto Sierra en promoveerde tot Ph.D. (Philosophiæ Doctor). 
Sinds 2008 is zij zowel docent aan het Muziekconservatorium van Shanghai alsook aan de muziekafdeling van de Cornell University. Tegenwoordig is zij assistent professor aan de "Meadows School of Arts" van de Southern Methodist Universiteit te Dallas (Texas). 
Verder is zij werkzaam als pianiste zowel als soliste alsook in het "Music Nova ensemble" en andere ensembles. Als dirigent heeft zij verschillende eigen werken bij de première gedirigeerd. 
Alhoewel nog relatief jong, won zij als componiste al verschillende prijzen zoals "American Society of Composers, Authors and Publishers" (ASCAP) (2002, 2004, 2007), de "Morton Gould Young Composer Award", de "Tsang-Houei Hsu International Music Composition Award", de eerste prijs tijdens de "Fourth International Jurgenson Competition for Young Composers", de eerste prijs van de "Music from China" International Composition Competition, de "2006-2007 Robbins Family Prize in Music Composition" en kwam met haar werk Music for Piano, Percussion and Wind Ensemble in de halve finale van de internationale componistenwedstrijd "Coupe de vents" in 2008 in Rijsel. 
Ze heeft met succes de klanken van haar geboorteland China met die van de Amerikaanse concertmuziek gecombineerd.

## Composities

### Werken voor orkest
- 2000 Retracement, voor twee orkesten
- 2002-2003 Symfonie nr. 1, voor orkest  (gecomponeerd ter nagedachtenis aan de aardbeving in mei 2008 in de provincie Sichuan)
- 2003 Haze, voor orkest
- 2006 Above Light - a Conversation with Toru Takemitsu, voor orkest

### Werken voor harmonieorkest
- 2007 Music for Piano, Percussion and Wind Ensemble (opgedragen aan: Cynthia P. Johnston Turner, Steven Stucky en Roberto Sierra)  (was in de halve finale van het internationale componistenwedstrijd "Coupe de vents" in 2008) - première: 10 mei 2008 door Clément Lefebvre (solo piano), Victor Hanna, Samuel Desagher (solo slagwerk) en het Orchestre d'Harmonie du Conservatoire, Rayonnement Régional de Lille o.l.v. Yves Tanguy

### Werken voor koor
- 1990 Seven Friends, voor kinderkoor
- 1995 The Place of the Soul Goes To, voor bariton, Chinees bamboes fluiten, cello en gemengd koor

### Vocale muziek
- 1992 Rain, voor sopraan en piano
- 1994 Dream, voor bariton, Chinees violen en piano
- 1997 Memory of Childhood, voor sopraan en piano
- 1997 Rain Alley, voor sopraan, Chinees bamboes fluiten, cello en piano
- 1997 Xiao Chong Shan, voor bariton, Chinees bamboes fluiten, slagwerk, piano en strijkorkest

### Kamermuziek
- 1993 The Song of Miao, voor viool en piano
- 1995 Rite, voor cello en piano
- 1996 Four Images, voor dwarsfluit, viool, altviool, cello en piano
- 1998 Elegy, voor piano en 13 solo strijkers
- 1999 Network Time No. 1, voor Chinees bamboes fluit, Chinees violen, dwarsfluit, cello, piano en geluidsband
- 2000 Original Firmament, voor strijkkwartet en piano
- 2002 Elegy, voor Chinees viool en piano
- 2002 Retracement, voor kamerensemble
- 2002 Snow-bound River, voor Chinees bamboes fluiten, xun, Chinees violen, Chinees luit en twee slagwerkers
- 2003 Autumn Poem, voor dwarsfluit/altfluit/piccolo, viool, cello, slagwerk en piano (opgedragen aan: Zhou Long en Chen Yi)
- 2005 Crows Over Wheatfield, voor kamerensemble
- 2005 Two Miniatures, voor hobo, klarinet, fagot en piano
- 2005-2007 Three Images, voor dwarsfluit/altfluit, klarinet/basklarinet, viool, cello, slagwerk en piano
- 2006 Strijkkwartet in Memory of Witold Lutosławski
- 2007 Shattered Dream, voor kamerensemble - (opgedragen aan: Steven Stucky)
- 2008 Silhouettes of Sound, voor altfluit, harp en slagwerk

### Werken voor piano
- 1990 Morning Song
- 1990 Dance
- 1990 The Spirit of Drum
- 1991 The Story of Avanti and Mr. Bayi
- 1991 Chinese Folk Songs
- 2005 Construction I, voor twee piano's

### Werken voor slagwerk
- 2001 Stepping, voor slagwerkkwartet
- 2004 ... Between ..., voor slagwerkduet